# Retrogradieren

Oben Retrogradation: Verschiebung der Faziesgürtel landwärts während einer Transgression; unten Progradation: Verschiebung der Faziesgürtel Richtung Beckenzentrum während einer Regression.

Als Retrogradieren oder Retrogradation (lat.: retro = rückwärts; gradus = Schritt; zurückschreiten) wird in der Sedimentologie die Verschiebung der horizontalen Faziesabfolge in Richtung der Ränder oder der Schwellenregionen eines Sedimentbeckens in der Zeit bezeichnet. Dies erfolgt in der Regel im Zusammenhang mit einer (marinen) Transgression. Im Gegensatz dazu steht das Progradieren, bei der sich die Faziesgürtel in Richtung des Zentrums bzw. weg von den Schwellenregionen eines Sedimentbeckens bewegen.

## Beschreibung
Durch Retrogradation werden häufig Ablagerungen feinerer, pelitischer Sedimente in den vormaligen Sedimentationsraum eher psammitischer Ablagerungen eingebracht. Innerhalb einer vertikalen Schichtenfolge ist ein retrogradierendes System daher vom Liegenden (unten) zum Hangenden (oben) oft durch die Abnahme der Korngröße (fining upward) und eine Abnahme der Mächtigkeiten einzelner Schichten (thinning upward) gekennzeichnet, bei marinen karbonatischen Systemen (zudem) durch eine Abnahme des Calciumcarbonat-Gehaltes. Coarsening und fining upward können mit einem Wechsel in der Fossilfauna einhergehen, der eine Zunahme der marinen Beeinflussung oder der Küstenferne anzeigt. Der Abschluss (Dach, Top) eines retrogradationalen Zyklus kann Anzeichen für Mangelsedimentation (z. B. Massenauftreten von Fossilien von Freiwasserbewohnern, in karbonatischen Systemen auch Hartgründe) aufweisen.
Die Identifizierung von sedimentären Zyklen, die Retrogradation anzeigen, und der dahinter stehenden Ursachen wird besonders in der Sequenzstratigraphie zur Rekonstruktion des Sedimentationsgeschehens und der paläogeographischen Entwicklung sowie der Parallelisierung geologischer Profile in einem Sedimentbecken betrieben.
Beispielsweise wanderte im Zuge der Flandrischen Transgression im frühen Holozän die Küstenlinie im Übergangsbereich des Nordseebeckens zum Nordwestdeutschen Becken landeinwärts (südwärts). Belegbar ist dies damit, dass im niedersächsischen Wattenmeer gezogene Sedimentkerne eine Abfolge zeigen, in der terrestrische Sedimente bzw. Paläoböden des Pleistozäns überlagert werden von einem Torfhorizont, der wiederum von Brackwasser-, Schlickwatt- und schließlich von Sandwattsedimenten überlagert wird.